# Bab al-Faradis
La porte du Paradis (Bab al-faradis) est une des huit portes de la vieille ville de Damas, capitale de la Syrie. Elle se trouve dans la partie nord de la vieille ville. Son nom provient, dès l'époque romaine, du grand nombre de jardins et de fontaines qui se trouvaient dans les environs.